# SmartLynx Airlines
SmartLynx Airlines er et flyselskab fra Letland. Selskabet har hovedkontor i Mārupe, Riga, tæt ved huben på Riga International Airport.
Selskabet flyver charterflyvninger og har wetlease aftaler med andre flyselskaber (bl.a. Thomas Cook UK og Corendon Airlines). Den aktive flyflåde består af tolv Airbus 320 fly med en gennemsnitalder på 18.9 år. Tidligere har flyflåden bestået af seks fly af typen A320-200 og to Boeing 767-300.

## Historie
Selskabet blev grundlagt i 1992 under navnet LatCharter og begyndte året efter med at flyve med et lejet Tupolev Tu-134B fly. Senere blev yderlige to fly af samme type tilføjet flyflåden. I april 2001 blev Tupolev-flyene udskiftet med det større Yakovlev Yak-42. LatCharter overtog i 2003 deres første Airbus-fly, da selskabet modtog ét Airbus A320 fra Ansett Australias konkursbo.
I juli 2006 overtog det islandske selskab Icelandair Group aktiemajoriteten i LatCharter. Samtidig med købet af de første 55 procent af aktierne, lovede islændingene at overtage de resterende aktier på et senere tidspunkt. I 2008 skiftede man navn fra LatCharter til det nuværende, SmartLynx Airlines.
I december 2016 indgik SmartLynx Airlines en aftale med Norwegian som betyder, at SmartLynx fra januar til marts 2017 placerer to Airbus A320 ved Norwegians københavnske base. Flyene skal flyve på en række Europæiske ruter mens Norwegian træner sin egen besætning.